# باتريك روسكو
باتريك روسكو (بالإنجليزية: Patrick Roscoe)‏ (1967، فورمينتيرا في إسبانيا)؛ روائي كندي.